# Nationalbibliografie
Als Nationalbibliografie wird eine Bibliografie bezeichnet, die Literatur aus einem national definierten Raum verzeichnet. Dabei kann es sich um einen Staat handeln, aber auch um einen Sprachraum.

## Hintergrund

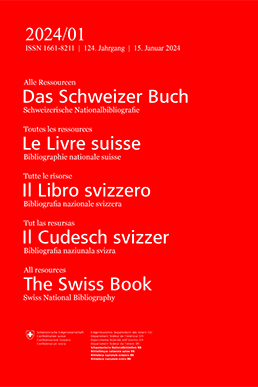
Beispiel einer Nationalbibliografie: Das Schweizer Buch, Titelblatt der Zeitschrift in fünf Sprachen

Nationalbibliographien sind in der Regel auf Vollständigkeit angelegte Allgemeinbibliografien, verzeichnen also Veröffentlichungen aus allen thematischen Bereichen. Oft enthalten sie auch Literatur, die außerhalb des verzeichneten Gebiets erscheint, aber darauf bezogen ist.
Nationalbibliographien werden meist von einer Nationalbibliothek erstellt, in der Regel auf der Grundlage eines Pflichtexemplarrechts. Sie erscheinen als Periodika mitunter in mehreren Kumulationsstufen: wöchentliche, monatliche oder vierteljährliche Hefte werden zu Jahres- oder Mehrjahresbänden kumuliert und ersetzen die Einzelhefte. Seit einigen Jahren sind viele Nationalbibliografien auch als Online-Datenbanken zugänglich.
Nationalbibliographien deutschsprachiger Länder:
- Deutsche Nationalbibliografie (1911 ff.)
- Österreichische Bibliographie
- Das Schweizer Buch

Neben der laufenden Verzeichnung der aktuellen Publikationen gibt es auch retrospektive Nationalbibliografien, die für einen bestimmten Zeitraum erstellt werden. Beispiele sind für den deutschen Sprachraum:
- Gesamtkatalog der Wiegendrucke (GW) für die Jahre 1454–1500
- VD 16 (1501–1600)
- Deutsche Drucke des Barock (1600–1720)
- VD 17 (1601–1700)
- Gesamtverzeichnis des deutschsprachigen Schrifttums (GV 1700–1910; GV 1911–1965)
- VD 18 (1701–1800)

Zwar keine Nationalbibliografie, aber für die nationalen deutschen Veröffentlichungen essentiell ist das Verzeichnis Lieferbarer Bücher.